# 10023 Vladifedorov
A 10023 Vladifedorov (ideiglenes jelöléssel 1979 WX3) a Naprendszer kisbolygóövében található aszteroida. Ljudmila Ivanovna Csernih fedezte fel 1979. november 17-én.